# Divination étrusque

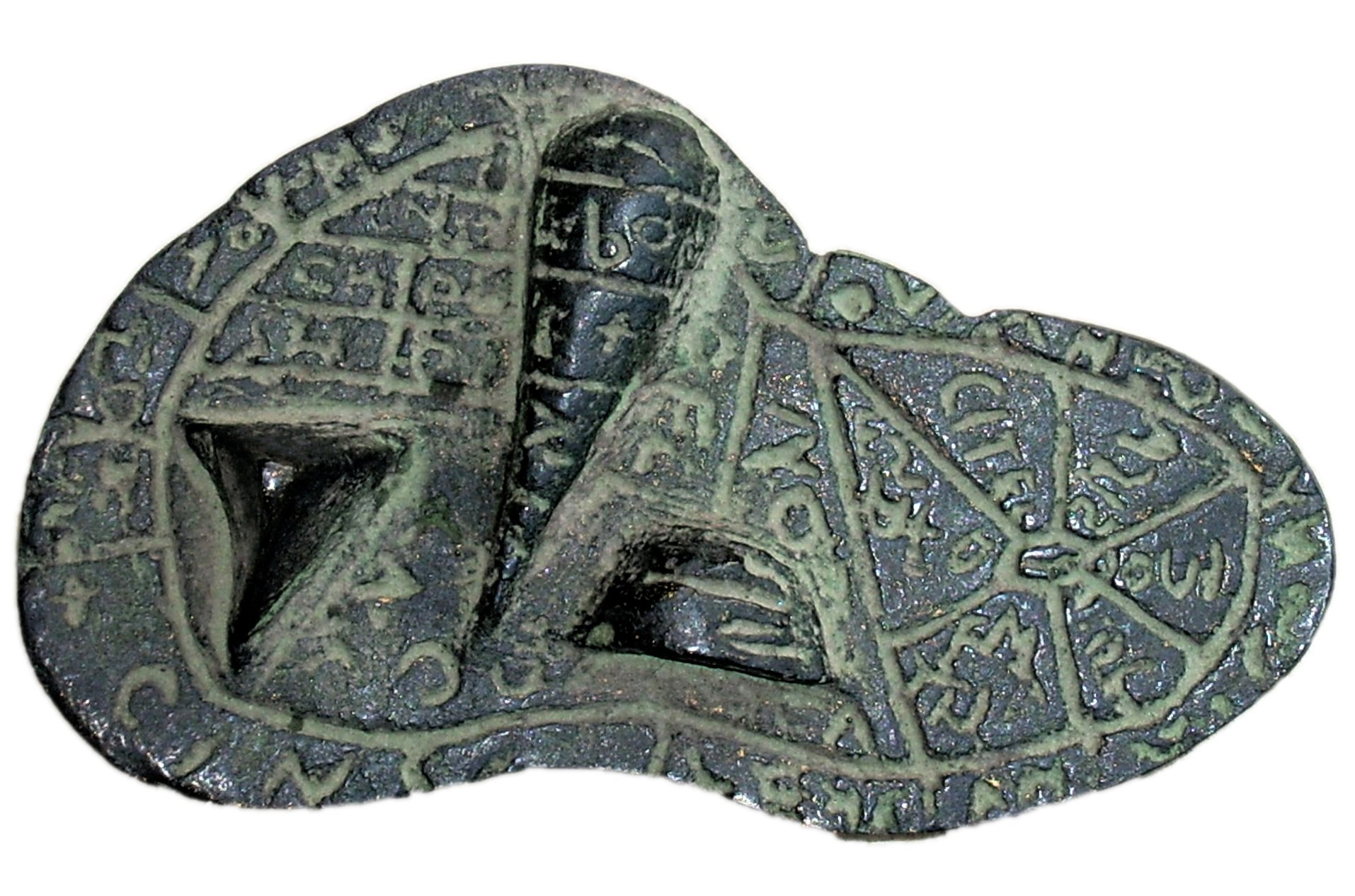
Le Fegato di Piacenza

La divination chez les Étrusques consistait à prédire l'avenir ou une prise de décision, comme dans toute divination, avec l'usage de certains objets et pratiques qui leur étaient propres. L'art de la divination aurait été apporté aux Étrusques par Tagès, fils de la terre.
Tous ces rituels étaient consignés dans des libri spécifiques et qui nous ont été rapportés par les auteurs latins dans la somme que constitue l'Etrusca disciplina.

## Inspection des entrailles des victimes
Leurs officiants (interprètes et non prêtres) en étaient les haruspices et leur principale méthode était l’hépatoscopie (ou hiéroscopie), qui consistait à scruter les entrailles de préférence le foie d’un animal (ou ses malformations), comparé avec un modèle (foie de Plaisance), comportant les  zones d’influence, chacune attribuée aux dieux de leur Panthéon.

## Observation des signes naturels
Dans les espaces célestes :
L'haruspicine fut une spécialité réputée des haruspices, Cette  autre méthode (dite depuis brontoscopie) consistait en  l’observation de la foudre par les « haruspices fulgurateurs ». Les dieux étaient associés chacun à un des seize secteurs découpés sur l'horizon. Couleur forme, éclat composaient les variables d'interprétation.
Sénèque nous rapporte à ce propos :

« [...] les Étrusques pensent quant à eux que les nuages se heurtent afin de produire la foudre ; en effet, comme ils rapportent toutes choses à la divinité, ils estiment non pas que les choses ont une signification parce qu’elles se produisent mais bien qu’elles se produisent à seule fin de signifier. »

— Questions Naturelles, II, 32,2
Les Romains doivent également aux pratiques étrusques, la divination par  leurs augures de l'observation des oiseaux de proie (oionoscopie ou ornithomancie) pour définir leurs auspices (venant de avis l'oiseau).
Comportement des animaux :
- Appétit des poulets devant le grain qu'on leur jette (tripudium sonivivum faciunt)[3]

Comportement des objets naturels :
- Jet de noix devant les jeunes mariés, et analyse de leurs rebonds (tripudium solistimum)[3]

## Observation des prodiges
Il s'agit là de l'interprétation de phénomènes naturels survenant dans le cadre de conditions exceptionnelles (incendie sans cause, mort subite, foudre ou tonnerre par beau temps, naissance monstrueuse, actes inhabituels des animaux, entrailles malformées...) :
- L'absence de caput sur le foie présageait la mort ; la présence de cette partie en  double caput duplex, l'affrontement de deux forces, leur conflit ;
- La chute sans cause apparente d'un rocher ou d'un arbre (tripudium sonivivum), un des auspices les plus graves[3].

## Représentation dans les arts
Une fresque de la Tombe des Augures, du site des nécropoles de Monterozzi à Tarquinia, datant du IVe siècle av. J.-C. montre  deux protagonistes (des lutteurs) d'un rituel au-dessus d'un lébès en bronze.